# Дей (Нью-Йорк)
Дей (англ. Day) — місто (англ. town) в США, в окрузі Саратога штату Нью-Йорк. Населення — 819 осіб (2020).

## Демографія
Згідно з переписом 2010 року, у місті мешкало 856 осіб у 357 домогосподарствах у складі 254 родин. Було 1411 помешкання
Расовий склад населення:
| - 96,6 % — білих - 1,6 % — чорних або афроамериканців |

До двох чи більше рас належало 1,3 %. Частка іспаномовних становила 1,6 % від усіх жителів.
За віковим діапазоном населення розподілялося таким чином: 17,5 % — особи молодші 18 років, 64,3 % — особи у віці 18—64 років, 18,2 % — особи у віці 65 років та старші. Медіана віку мешканця становила 49,2 року. На 100 осіб жіночої статі у місті припадало 110,8 чоловіків;  на 100 жінок у віці від 18 років та старших — 106,4 чоловіків також старших 18 років.
Середній дохід на одне домашнє господарство  становив 59 457 доларів США (медіана — 50 789), а середній дохід на одну сім'ю — 67 632 долари (медіана — 56 875). Медіана доходів становила 44 688 доларів для чоловіків та 40 000 доларів для жінок. За межею бідності перебувало 16,8 % осіб, у тому числі 31,5 % дітей у віці до 18 років та 7,9 % осіб у віці 65 років та старших.
Цивільне працевлаштоване населення становило 271 особа. Основні галузі зайнятості: освіта, охорона здоров'я та соціальна допомога — 19,9 %, роздрібна торгівля — 15,5 %, науковці, спеціалісти, менеджери — 12,2 %, будівництво — 12,2 %.